# Steven Van Herreweghe
Steven Hugo Anny Van Herreweghe (Gent, 25 november 1977) is een Belgisch televisiepresentator en acteur, onder meer bekend geworden als winnaar van de vijfde reeks van het tv-programma De Slimste Mens ter Wereld en als presentator van De jaren stillekes.

## Biografie
Van Herreweghe groeide op in Aalst. Tijdens zijn tienerjaren speelde hij vier jaar lang in toneelproducties van Paul Peyskens bij het Brusselse jeugdtheater BRONKS. Hij was te zien in Iets Anders (1994), het Hamletmachien (1995) en Honi Soit Qui Mal Y Pense. Met Peyskens maakte hij ook Dagen & Nachten voor de Rotterdamse Schouwburg (1997). 
Van Herreweghe begon eind jaren 90 zijn carrière als wrapper bij Ketnet. Op 1 december 1997 opende hij als eerste wrapper het nieuwe Ketnet. Later maakte hij nog het programma Bloep Bloep met Frank Vander linden en Jan Van Eyken en was een van de ankers van toenmalig jeugdjournaal Studio Ket, nu Karrewiet.
In 1999 presenteerde hij op Studio Brussel Club Brussel. In 2000 maakte Steven drie seizoenen van het woensdagmiddag-programma Cuisine-X met muzikant Ronny Mosuse. Vaste onderdelen waren Stal uit uw gerief en win een lief en Proficiat u heeft een frigo gewonnen. Later volgden Het Ministerie Van Miserie, en De Jaren Stillekens, een kroniek over 5000 jaar Studio Brussel.
In 1999 presenteerde hij Marktrock Leuven. In datzelfde jaar was hij redacteur voor het TV1-programma De Grote Prijs Bart Peeters. 
Hij speelde verschillende gastrollen in Het Peulengaleis en had hij een wekelijkse rubriek in De laatste show, getiteld 'Inspector Gadget'. Het jaar daarop volgde de rubriek 'Geen Probleem', waarin hij mensen hielp. Hij speelde Franky in een paar afleveringen van W817. Hij was ook te zien in Veel geluk, professor! (2001) als student Eddy Lebon. Ook maakte hij enkele reportages voor Vlaanderen Vakantieland. 
Vanaf 2000 is Van Herreweghe actief bij Woestijnvis. Hij werkte er mee aan Het Robrapport, Man Bijt Hond en schreef er artikels voor het tijdschrift Bonanza. 
Van Herreweghe presenteerde sinds 2005 de mainstage van Rock Werchter, samen met Adriaan Van den Hoof.
In het najaar van 2009 en 2010 presenteerde hij De jaren stillekes, op Eén, waarbij een gast herinneringen ophaalt aan de hand van televisiebeelden die hem zijn bijgebleven.
In het najaar van 2011 presenteerde Van Herreweghe het tiende seizoen van de quiz De Pappenheimers. In maart 2012 ontving hij een Vlaamse Televisie Ster voor Beste Presentator en een Humo's Poppol-medaille. 
In het najaar van 2012 opende hij samen met Philippe Geubels de nieuwe televisiezender VIER. 
In het voorjaar van 2013 presenteerde hij opnieuw De Pappenheimers, ditmaal niet op Eén, maar wel op VIER. Op laatstgenoemde zender presenteerde hij ook één seizoen de dagelijkse quiz Rasters. In 2014 presenteerde hij er Het beste moet nog komen. In 2016 werd hij opnieuw de presentator van De Pappenheimers.
In 2015 vertolkte Van Herreweghe de rol van Ariël in De Storm, een hoorspel van Het Geluidshuis.
In oktober 2016 verliet hij Woestijnvis. In 2017 keerde hij terug naar de VRT.
Einde november en begin december 2017 presenteerde hij samen met Sofie Van Moll vier uitverkochte edities van Throwback Thursday in het Sportpladijs.
Begin 2018 startte op Eén Van algemeen nut, een programma waarin Van Herreweghe mensen die vroeger op de BRT(N)/VRT te zien waren naar de studio haalde omdat ze volgens hem op hun manier hebben bijgedragen tot de opdracht van de openbare omroep. 
Van Herreweghe is stichtend lid van 'over-morgen', een burgerinitiatief dat op een creatieve manier meebouwt aan Aalst. 
In oktober 2018 reconstrueerde hij in het Eén-verkiezingsprogramma Iedereen kiest bewogen verhalen uit de Vlaamse gemeentepolitiek. 
In het najaar van 2019 toerde hij rond met de theatershow De Droom Van Philo.
In 2020 presenteerde hij de MIA's 2019. In april, gedurende de coronacrisis, begon hij de online-reeks Echt iets voor u, waar hij op maandag en woensdag met een bekend gezicht enkele fragmenten bekeek uit het VRT-archief en op vrijdag met een aantal bekende gezichten keek naar een aflevering van een legendarisch programma uit datzelfde archief. De gesprekken verliepen over het internet.
In 2022 presenteerde hij op Eén De jaren 80 voor tieners, waarin hij wekelijks samen met een aantal tieners tv-beelden becommentarieerde uit een jaar uit de jaren 80 en die tieners volgt in hun dagelijkse leven. Aan het tv-programma was een gelijknamig radioprogramma gekoppeld op Studio Brussel, dat ook door Van Herreweghe werd gepresenteerd. In september 2023 keerde dit programma terug, maar dan in de vorm van De jaren 90 voor tieners.
In het najaar van 2024 presenteerde hij het Enquêtebureau op VRT en later in het voorjaar van 2025 presenteerde hij op dezelfde zender Gelukkig gescheiden.

## In series en films

### Series
| Jaar      | Serie                  | Rol                  | Opmerkingen    |
| --------- | ---------------------- | -------------------- | -------------- |
| 1996      | Heterdaad              | Jongen               | 1 aflevering   |
| 2000-2002 | Het Peulengaleis       | Verschillende rollen | 7 afleveringen |
| 2001      | Veel geluk, professor! | Eddy Lebon           | 4 afleveringen |
| 2002      | W817                   | Franky               | 2 afleveringen |

### Films
| Jaar | Film                          | Rol      |
| ---- | ----------------------------- | -------- |
| 2004 | De zusjes Kriegel             | Security |
| 2009 | De helaasheid der dingen      | Frietzak |
| 2019 | Nachtwacht: Het Duistere Hart | Haldur   |

### Nasynchronisatie
| Jaar | Film             | Rol    |
| ---- | ---------------- | ------ |
| 2021 | Ron's Gone Wrong | Graham |